# Liste der Staatsoberhäupter 465
Übersicht
◄◄ | ◄ | 461 | 462 | 463 | 464 | Liste der Staatsoberhäupter 465 | 466 | 467 | 468 | 469 | ► | ►►

Weitere Ereignisse

## Afrika
- Aksumitisches Reich
  - König: Nezool (ca. 450–ca. 500)

- Reich der Vandalen
  - König: Geiserich (428–477)

## Amerika
- Maya
  - Palenque
    - König: Casper II. (435–487)

  - Tikal
    - König: K'an-Ak (458–486)

## Asien
- China
  - Kaiser: Song Qianfeidi (465)
  - Kaiser: Song Mingdi (465–472)
  - Nördliche Wei-Dynastie: Wen Cheng (452–465)

- Iberien (Kartlien)
  - König: Wachtang I. Gorgassali (452–502)

- Indien
  - Gupta-Reich
    - König: Skandagupta (455–467)

  - Kadamba
    - König: Santi Farman (450–475)

  - Pallava
    - König: Skanda Varman IV. (460–480)

  - Vakataka
    - König: Prithvishena II. (460–480)

- Japan
  - Kaiser: Yūryaku (456–479)

- Korea
  - Baekje
    - König: Gaero (454–475)

  - Gaya
    - König: Jilji (451–492)

  - Goguryeo
    - König: Jangsu (413–490)

  - Silla
    - König: Jabi (458–479)

- Sassanidenreich
  - Schah (Großkönig): Peroz I. (459–484)

## Europa
- Weströmisches Reich
  - Kaiser: Libius Severus (461–465)
    - Konsul: Flavius Hermenericus (465)

- Oströmisches Reich
  - Kaiser: Leo I. (457–474)
    - Konsul: Basiliskos (465)

- Ostgotenreich
  - König: Valamir (447–465)
  - König: Thiudimir (465–474)

- Reich der Burgunden
  - König: Gundioch (436–470)

- Kent
  - König: Hengest (455–488)

- Reich der Sueben
  - König: Remismund (464–469)

- Reich des Syagrius
  - Herrscher: Syagrius (464–486/487)

- Salfranken
  - König: Childerich I. (458–481/482)

- Westgotenreich
  - König: Theoderich II. (453–466)

## Religiöse Führer
- Papst: Hilarius (461–468)
- Patriarch von Konstantinopel: Gennadios I. (458–471)